# Bettencourt-Saint-Ouen

Bettencourt-Saint-Ouen este o comună în departamentul Somme, Franța. În 1 ianuarie 2022 avea o populație de 612 de locuitori.